# جيندريش شميلا
جيندريش شميلا (24 مايو 1924 – 30 يوليو 2010) هو مبارز بالسيف تشيكوسلوفاكي راحل، مثّل بلاده في الألعاب الأولمبية الصيفية 1948.

## روابط رياضية
جيندريش شميلا على موقع أوليمبيديا (الإنجليزية)
- جيندريش شميلا على موقع اللجنة الأولمبية التشيكية (التشيكية)